# 아시아태평양장애인경기대회
아시아태평양장애인경기대회(FESPIC Games, Far East and South Pacific Games for the Disabled)는 아시안 게임 전후에 열렸던 일종의 패럴림픽이다. 아시아와 남태평양 국가를 대상으로 개최하였다. 2006년 대회를 끝으로 폐지되고 2010년부터 장애인 아시안 게임으로 대체되었다. 올림픽 개최도시에서 패럴림픽이 개최되는 것처럼 7회 대회부터 아시안 게임 개최도시에서 패럴림픽을 개최하는 제도를 시행하였다. 그러나 2006년 아시안 게임 개최지가 확정될 당시 규정상 아시아태평양장애인경기대회에 중동 국가들은 참여할 권리가 없었기 때문에 맨 마지막 대회는 카타르 도하가 아닌 말레이시아 콸라룸푸르에서 개최되었다.

## 역대 대회
| # | 연도   | 날짜                  | 개최국         | 개최 도시        | 참가국 | 참가선수 |
| - | ------ | --------------------- | -------------- | ---------------- | ------ | -------- |
| 1 | 1975년 | 6월 1일 – 6월 3일     | 일본           | 오이타 & 벳푸    | 18     | 973      |
| 2 | 1977년 | 11월 20일 – 11월 26일 | 오스트레일리아 | 패러매타, 시드니 | 16     | 430      |
| 3 | 1982년 | 10월 31일 – 11월 7일  | 홍콩           | 사톈             | 23     | 744      |
| 4 | 1986년 | 8월 31일 – 9월 7일    | 인도네시아     | 수라카르타       | 19     | 834      |
| 5 | 1989년 | 9월 15일 – 9월 20일   | 일본           | 고베             | 41     | 1,646    |
| 6 | 1994년 | 9월 4일 – 9월 10일    | 중국           | 베이징           | 42     | 2,081    |
| 7 | 1999년 | 1월 10일 – 1월 16일   | 태국           | 방콕             | 34     | 2,258    |
| 8 | 2002년 | 10월 26일 – 11월 1일  | 대한민국       | 부산             | 40     | 2,199    |
| 9 | 2006년 | 11월 25일 – 12월 1일  | 말레이시아     | 콸라룸푸르       | 46     | 3,641    |

## 같이 보기
- 장애인 아시안 게임